# Pilumnus inermis
Pilumnus inermis is een krabbensoort uit de familie van de Pilumnidae. De wetenschappelijke naam van de soort werd in 1894 voor het eerst geldig gepubliceerd door Alphonse Milne-Edwards & Bouvier.